# Associação Jaguaré EC
Associação Jaguaré EC of kortweg Jaguaré is een Braziliaanse voetbalclub uit de stad Jaguaré in de deelstaat Espírito Santo.

## Geschiedenis
De club werd opgericht in 2001 en speelde in 2005 voor het eerst in de hoogste klasse van het staatskampioenschap. De club won de Copa Espírito Santo in 2007 en nam dat jaar ook deel aan de Série C, maar werd al in de eerste ronde uitgeschakeld. Jaguaré nam ook deel aan de Copa do Brasil 2008 en werd daar uitgeschakeld door Ríver. 

## Erelijst
2007: Copa Espírito Santo